# Тегісшил
Тегісши́л (каз. Тегісшіл) — село у складі Жанібецького району Західноказахстанської області Казахстану. Входить до складу Борсинського сільського округу.
У радянські часи село називалось Тегісшиль або Шерембетсай.
Населення — 336 осіб (2021; 339 у 2009, 424 у 1999, 435 у 1989).